# Arietellus simplex
Arietellus simplex är en kräftdjursart som beskrevs av Georg Ossian Sars 1905. Arietellus simplex ingår i släktet Arietellus och familjen Arietellidae. Inga underarter finns listade i Catalogue of Life.